# Femmøller
Femmøller er en bebyggelse beliggende cirka otte kilometer nordvest for Ebeltoft i Agri Sogn, Syddjurs Kommune. Femmøller er en del af Nationalpark Mols Bjerge. Indtil 1790 hed området Essendrup.

## Historie
Området er opkaldt efter de fem møller, Overmølle, Kjerris Mølle, Glads Mølle, Skovmøllen og Ravns Mølle som alle var placeret ved Mølleåen. Ravns Mølle nedbrændte i 1688, mens de fire andre stadigvæk består. 1909 blev det Danmarks første centrum for turister, da et af landets første badehoteller (nu Femmøller Efterskole) blev opført her.
Fra Femmøller kan man følge Den Italienske Sti ind i Mols Bjerge. Slugten i Femmøller bliver til en bred dal der går ned til vandet ved Ebeltoft Vig og Femmøller Strand.